# الروضة (حرض)

تعديل مصدري - تعديل

الروضة هي إحدى قرى عزلة الشعاب بمديرية حرض التابعة لمحافظة حجة، بلغ تعداد سكانها 522 نسمة حسب تعداد اليمن لعام 2004.